# 澪留
澪留（みおどめ）は澪止め（みおどめ）とも呼び、干潟では潮汐で海水が集中して流れて作られた澪を堤防等により遮断すること、また、破堤の切所にできた澪を修復すること。
澪に関係なく干拓などで単純に海水を締切るのは、潮止め（しおどめ）と呼ぶ。
澪留や澪止めの名称は、『澪留、澪止めの使用例』の項で示すように愛知県内の干拓工事に関する文献で多く使われている。
潮止め工事は、流れの速い澪を後回しにして、澪の以外の堤防を先に完成させ、築堤の最終工程として、干潮時に澪の場所を一気に締切る澪留を行う。
澪は潮汐が始まると海水の勢いで捨て石などの資材が流失してしまうため、澪留は干潮時の短時間で工事を完了させる必要がある。
愛知県豊橋市の神野新田の澪留では、短時間で工事を終わせるため「数千の人夫と海上には無数の船舶が資材を運ぶために待機していた」とある。

## 澪留、澪止めの使用例
以下、各名称の使用例を挙げる。

### 澪止め
- 国土交通省中部地方整備局木曽川下流河川事務所「伊勢湾台風写真台帳」に『破堤口の澪止めはＸＸ建設が請け負い』との記載がある[5]。

- 健康保険組合連合会愛知連合会の「百曲街道を歩こう」には『下之一色観音堂（みよどめ観音）、干拓の最後になる堤防の締切りを「みよどめ（澪止め）」といいます』と記述されている[6]。

### 澪留
- 愛知県出身の神野金之助が作った神野新田の開拓の歴史について書いた自書の『神野新田紀事』で澪留が使用されている[4]。
- 書籍の県外模範事業視察記（千百余町歩の神野新田）に澪留と書かれている。[7]
- 豊橋市立商業学校の開校廿周年記念東三河産業功労者伝（毛利祥久）に澪留と書かれている。[8]
- 豊橋市立商業学校の開校廿周年記念東三河産業功労者伝（神野金之助）に澪留と書かれている。[9]
- 東愛知新聞に『神野は新田の築堤工事を服部長七に依頼。服部は伝統的な左官の技術「たたき」を応用した人造石工法によって堅固な堤防を築き、明治26年澪留を成功させて築堤を完工させている』と書かれいてる。[10]
- 土木用語集に『澪は河川だけではなく海でも使われます。海ではデルタ河口部の浅海や干潟地帯で、深さ１～５ｍ位の深さで水の流れる筋が澪筋です。船の航行できる水路として重宝されてます。干拓で澪筋を堤防で遮断する工事を澪留（みおとめ）工事と言う』と書かれている。[11]

### 澪留・澪止め
- 内閣府・防災情報のページの伊勢湾台風の項に、『澪とはデルタ河口部の浅海、干潟地帯で深さ１～５ｍ位の深さで水の流れる筋で、船の航行できる水路であり、水脈、水尾ともある。高位部の輪中では破堤地のことを水用（みよ）とも称し、破堤の切所を修復することを澪止、澪留と称した』と書かれている。